# Kom9

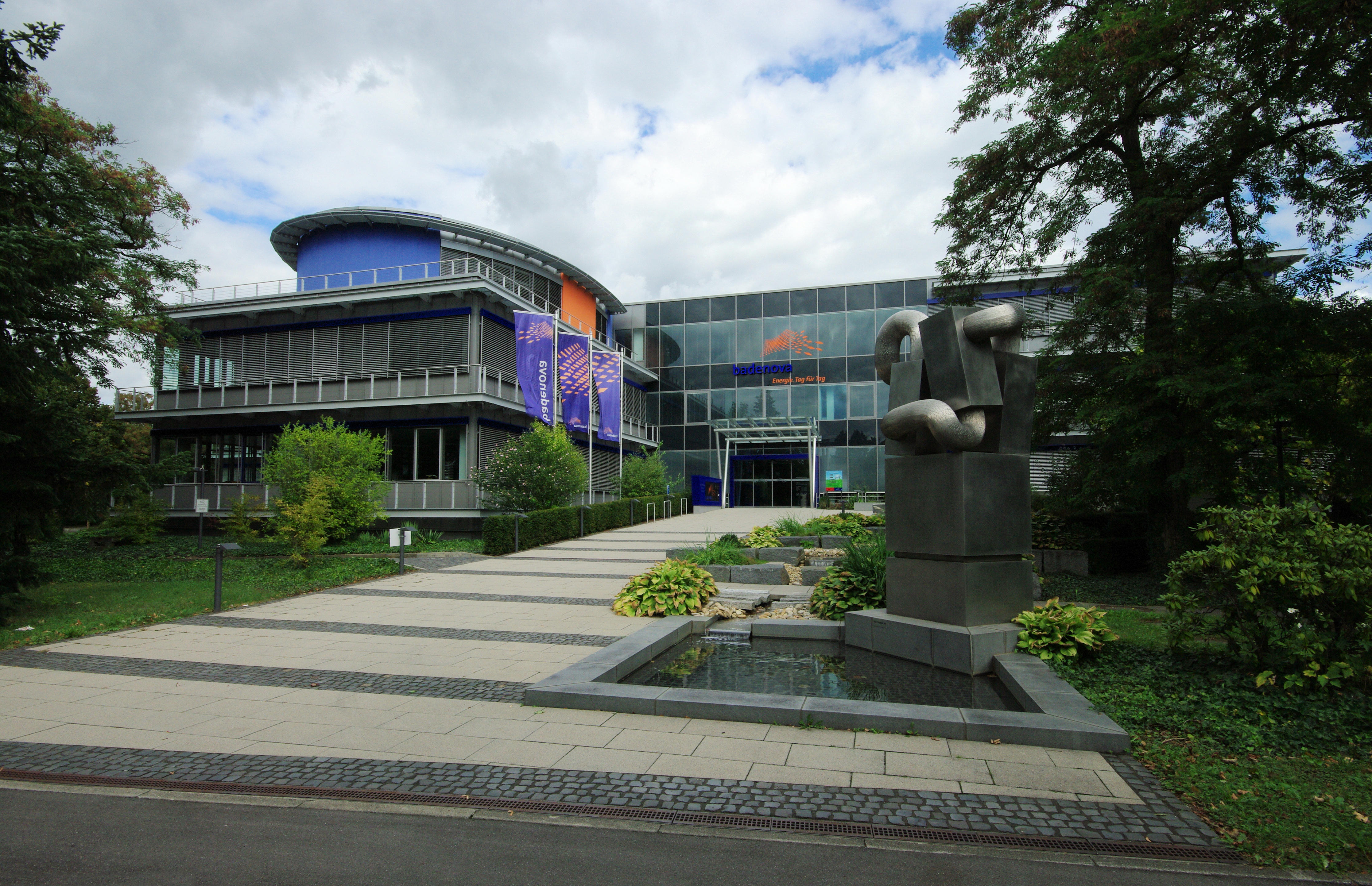
KOM9 ist im badenova-Hauptgebäude in der Tullastraße in Freiburg im Breisgau untergebracht

Die KOM9 GmbH & Co. KG ist ein Zusammenschluss lokaler und regionaler Energieversorgungsunternehmen unter kommunaler Führung. Ziel ist die Stärkung von dezentralen Strukturen in der Energieversorgung und deren zukunftsweisender und kundennahe Ausbau.

## Mitgliedsunternehmen
Die KOM9 setzt sich aus mehr als 40 Stadtwerken zusammen, Auszug:
- badenova AG & Co. KG
- Eins Energie in Sachsen GmbH & Co. KG
- Energieversorgung Limburg GmbH
- Energieversorgung Lohr-Karlstadt und Umgebung GmbH & Co. KG
- Energieversorgung Mittelrhein AG
- erdgas schwaben gmbh
- Essener Versorgungs- und Verkehrsgesellschaft mbH (EVV) (Stadtwerke Essen)
- RhönEnergie Fulda GmbH
- Gemeindewerke Haßloch GmbH
- GEW Wilhelmshaven GmbH
- Halberstadtwerke GmbH
- Harz Energie GmbH & Co. KG
- Licht-, Kraft- und Wasserwerke Kitzingen GmbH
- Stadtwerk Tauberfranken GmbH
- Stadtwerke Aue GmbH
- Stadtwerke Bad Harzburg GmbH
- Stadtwerke Frankenthal GmbH
- Stadtwerke Germersheim GmbH
- Stadtwerke Homburg GmbH
- Stadtwerke Langenfeld GmbH
- Stadtwerke Lindenberg GmbH
- Stadtwerke Meerane GmbH
- Stadtwerke Pirmasens Holding GmbH
- Stadtwerke Reichenbach/Vogtland GmbH
- Stadtwerke Remscheid GmbH
- Stadtwerke Singen (Hohentwiel)
- Stadtwerke Stade GmbH
- Stadtwerke Villingen-Schwenningen GmbH
- SWE Stadtwerke Erfurt GmbH
- SWK Stadtwerke Kaiserslautern Versorgungs-AG
- SWP Stadtwerke Pforzheim GmbH & Co. KG
- WVV Wiesbaden Holding GmbH (ESWE Versorgungs AG)
- Zwickauer Energieversorgung GmbH

## Kauf der Thüga AG
Am 12. August 2009 wurde bekannt, dass ein kommunales Konsortium, bestehend aus den Stadtwerken Hannover AG, der Mainova AG und der N-ERGIE AG, sowie dem Verbund KOM9, die im Besitz der E.ON AG befindliche Stadtwerke-Holding Thüga AG übernehmen wollen.
Die Thüga-Beteiligungen an der GASAG Berliner Gaswerke AG (37 Prozent), an der Entega (40 Prozent), an den Stadtwerken Duisburg (20 Prozent) sowie an den Stadtwerken Karlsruhe (10 Prozent) waren nicht Bestandteil des Verkaufes. Es wurde ein Bar-Kaufpreis von rund 2,9 Mrd. Euro vereinbart.
Mit Genehmigung durch das Bundeskartellamt wurde der Kauf der Thüga Aktiengesellschaft am 2. Dezember 2009 abgeschlossen.

## Kritik
Über die wirtschaftlichen Beziehungen zur Thüga Energie GmbH ist die KOM9 ein Mitglied im Lobbyverein Zukunft Gas. Der Verein steht unter anderem wegen Greenwashing von Gasenergie in der Kritik.